# Daxing (köpinghuvudort i Kina, Heilongjiang Sheng, lat 46,88, long 123,74)
Daxing (kinesiska: 大兴, 大兴镇) är en köpinghuvudort i Kina. Den ligger i provinsen Heilongjiang, i den nordöstra delen av landet, omkring 250 kilometer nordväst om provinshuvudstaden Harbin. Antalet invånare är 30 444. Befolkningen består av 14 902 kvinnor och 15 542 män. Barn under 15 år utgör 15,0 %, vuxna 15-64 år 78 %, och äldre över 65 år 5,0 %.
Runt Daxing är det ganska tätbefolkat, med 80 invånare per kvadratkilometer. Daxing är det största samhället i trakten. Trakten runt Daxing består till största delen av jordbruksmark.
Genomsnittlig årsnederbörd är 631 millimeter. Den regnigaste månaden är juli, med i genomsnitt 196 mm nederbörd, och den torraste är januari, med 4 mm nederbörd.